# Coupe des États-Unis de soccer 1997
Navigation
U.S. Open Cup 1996 U.S. Open Cup 1998
La Coupe des États-Unis de soccer 1997 est la 84e édition de l'U.S. Open Cup, la plus ancienne des compétitions dans le soccer américain. C'est un système à élimination directe mettant aux prises des clubs de soccer amateurs, semi-pros et professionnels affiliés à la Fédération des États-Unis de soccer, qui l'organise conjointement avec les ligues locales.
La finale se tient le 29 octobre 1997, après cinq autres tours à élimination directe dans la phase finale mettant aux prises des clubs amateurs et professionnels. Les San Francisco Bay Seals réussissent à triompher à deux reprises contre des franchises de MLS avant de s'incliner en demi-finale contre les champions de MLS et tenants du titre, les DC United. Le vainqueur, Dallas Burn, remporte ainsi une place pour la Coupe des champions de la CONCACAF 1998.

## Calendrier
| Tour                                                                                 | Nom              | Dates retenues                    | Équipes participantes | Équipes gagnantes |
| Entrée de 8 équipes de USISL D-3 Pro League, 4 équipes de PDSL et 4 équipes de USASA |                  |                                   |                       |                   |
| 1                                                                                    | Premier tour     | 18-20-24-25-26 juin               | 16                    | 8                 |
| Entrée de 8 équipes de A-League                                                      |                  |                                   |                       |                   |
| 2                                                                                    | Deuxième tour    | 1er-2-7-8-13 juillet              | 16                    | 8                 |
| Entrée de 8 équipes de Major League Soccer                                           |                  |                                   |                       |                   |
| 3                                                                                    | Troisième tour   | 23-24-27-29-30 juillet-1er-6 août | 16                    | 8                 |
| 4                                                                                    | Quarts de finale | 10-19-20-26 août                  | 8                     | 4                 |
| 5                                                                                    | Demi-finales     | 2-3 septembre                     | 4                     | 2                 |
| 6                                                                                    | Finale           | 29 octobre                        | 2                     | 1                 |

## Participants
| Entre au premier tour | Entre au premier tour | Entre au deuxième tour | Entre au troisième tour |
| USISL D-3 Pro League/PDSL/USASA 8 équipes/4 équipes/4 équipes | USISL D-3 Pro League/PDSL/USASA 8 équipes/4 équipes/4 équipes | A-League 8 équipes | MLS 8 équipes |
| USISL D-3 Pro League - Austin Lone Stars - Albuquerque Geckos - San Francisco Bay Seals - Wilmington Hammerheads - Chicago Stingers - Philadelphia Freedom - Central Jersey Riptide - Rhode Island Stingrays | Premier Development Soccer League - Tucson Amigos - Central Coast Roadrunners - Mid Michigan Bucks - Lincoln Brigade United States Adult Soccer Association - San Jose Inter SC - Mequon United - Los Lobos - Bridgeport Italians | A-League - New Orleans Riverboat Gamblers - Richmond Kickers - California Jaguars - Rochester Raging Rhinos - Hershey Wildcats - Orlando Sundogs - Seattle Sounders - Long Island Rough Riders | Major League Soccer - New York MetroStars - Kansas City Wizards - San Jose Clash - Dallas Burn - Colorado Rapids - New England Revolution - Tampa Bay Mutiny - DC United |

Légende :

Major League Soccer (MLS) : Championnat de première division.

A-League : Championnat de deuxième division.

USISL D-3 Pro League : Championnat de troisième division organisé par la United Soccer Leagues (USL).

Premier Development Soccer League (PDSL) : Championnat de quatrième division organisé par la United Soccer Leagues (USL).

United States Adult Soccer Association (USASA) : Organisateur des championnats des divisions inférieures.

## Résultats

### Premier tour
| Date    | Division               | Club                      | Score              | Club                    | Division               |
| ------- | ---------------------- | ------------------------- | ------------------ | ----------------------- | ---------------------- |
| 18 juin | (USISL D-3 Pro League) | Austin Lone Stars         | 4-2                | Tucson Amigos           | (PDSL)                 |
| 20 juin | (PDSL)                 | Central Coast Roadrunners | 4-2                | Albuquerque Geckos      | (USISL D-3 Pro League) |
| 20 juin | (USASA)                | San Jose Inter SC         | 0-4                | San Francisco Bay Seals | (USISL D-3 Pro League) |
| 24 juin | (USISL D-3 Pro League) | Wilmington Hammerheads    | 2-3                | Mid-Michigan Bucks      | (PDSL)                 |
| 24 juin | (USISL D-3 Pro League) | Chicago Stingers          | 2-0                | Mequon United           | (USASA)                |
| 25 juin | (USISL D-3 Pro League) | Philadelphia Freedom      | 1-1 (5-4 t. a. b.) | Lincoln Brigade         | (PDSL)                 |
| 25 juin | (USASA)                | Los Lobos                 | 0-1                | Central Jersey Riptide  | (USISL D-3 Pro League) |
| 26 juin | (USISL D-3 Pro League) | Rhode Island Stingrays    | 2-3                | Bridgeport Italians     | (USASA)                |

### Deuxième tour
| Date        | Division               | Club                      | Score     | Club                           | Division               |
| ----------- | ---------------------- | ------------------------- | --------- | ------------------------------ | ---------------------- |
| 1er juillet | (USISL D-3 Pro League) | Austin Lone Stars         | 0-1 a. p. | New Orleans Riverboat Gamblers | (A-League)             |
| 2 juillet   | (A-League)             | Richmond Kickers          | 6-1       | Philadelphia Freedom           | (USISL D-3 Pro League) |
| 7 juillet   | (PDSL)                 | Central Coast Roadrunners | 3-2 a. p. | California Jaguars             | (A-League)             |
| 8 juillet   | (A-League)             | Rochester Raging Rhinos   | 3-2 a. p. | Mid-Michigan Bucks             | (PDSL)                 |
| 8 juillet   | (A-League)             | Hershey Wildcats          | 4-1       | Central Jersey Riptide         | (USISL D-3 Pro League) |
| 8 juillet   | (USISL D-3 Pro League) | Chicago Stingers          | 3-0       | Orlando Sundogs                | (A-League)             |
| 8 juillet   | (USISL D-3 Pro League) | San Francisco Bay Seals   | 1-0       | Seattle Sounders               | (A-League)             |
| 13 juillet  | (A-League)             | Long Island Rough Riders  | 1-0       | Bridgeport Italians            | (USASA)                |

### Troisième tour
| Date       | Division               | Club                           | Score              | Club                     | Division   |
| ---------- | ---------------------- | ------------------------------ | ------------------ | ------------------------ | ---------- |
| 23 juillet | (A-League)             | Richmond Kickers               | 0-3                | New York MetroStars      | (MLS)      |
| 24 juillet | (USISL D-3 Pro League) | San Francisco Bay Seals        | 2-1                | Kansas City Wizards      | (MLS)      |
| 27 juillet | (PDSL)                 | Central Coast Roadrunners      | 2-5                | San Jose Clash           | (MLS)      |
| 28 juillet | (A-League)             | New Orleans Riverboat Gamblers | 0-3                | Dallas Burn              | (MLS)      |
| 30 juillet | (USISL D-3 Pro League) | Chicago Stingers               | 2-1                | Colorado Rapids          | (MLS)      |
| 1er août   | (MLS)                  | New England Revolution         | 3-4 a. p.          | Long Island Rough Riders | (A-League) |
| 1er août   | (A-League)             | Rochester Raging Rhinos        | 0-1                | Tampa Bay Mutiny         | (MLS)      |
| 6 août     | (A-League)             | Hershey Wildcats               | 0-0 (2-3 t. a. b.) | DC United                | (MLS)      |

### Quarts de finale
| Date    | Division               | Club                     | Score     | Club                    | Division               |
| ------- | ---------------------- | ------------------------ | --------- | ----------------------- | ---------------------- |
| 10 août | (USISL D-3 Pro League) | Chicago Stingers         | 1-4       | Dallas Burn             | (MLS)                  |
| 19 août | (MLS)                  | DC United                | 2-0       | Tampa Bay Mutiny        | (MLS)                  |
| 20 août | (MLS)                  | San Jose Clash           | 1-2       | San Francisco Bay Seals | (USISL D-3 Pro League) |
| 26 août | (A-League)             | Long Island Rough Riders | 0-1 a. p. | New York MetroStars     | (MLS)                  |

### Demi-finale
À ce stade de la compétition, les San Francisco Bay Seals, équipe de quatrième division, font office de petit poucet de la compétition.
| 2 septembre 1997 | New York MetroStars (MLS) | 1 – 2 a. p. | (MLS) Dallas Burn                   |                                                                                 |                                                                                 |
|                  | Branco 85e                |             | 17e Damian · 103e Jorge Flores (en) | Baker Field (en), New York, New York Spectateurs : 1 201 Arbitrage : Rich Grady | Baker Field (en), New York, New York Spectateurs : 1 201 Arbitrage : Rich Grady |
|                  | Rapport                   |             |                                     | Baker Field (en), New York, New York Spectateurs : 1 201 Arbitrage : Rich Grady | Baker Field (en), New York, New York Spectateurs : 1 201 Arbitrage : Rich Grady |

| 3 septembre 1997 | San Francisco Bay Seals (D-3 Pro League) | 1 – 2 | (MLS) DC United                             |                                                                       |                                                                       |
|                  | Marquis White (en) 84e                   |       | 2e (pen.) Jaime Moreno · 62e Raúl Díaz Arce | Stagg Memorial Stadium (en), Stockton, Californie Spectateurs : 3 470 | Stagg Memorial Stadium (en), Stockton, Californie Spectateurs : 3 470 |
|                  | Rapport                                  |       |                                             | Stagg Memorial Stadium (en), Stockton, Californie Spectateurs : 3 470 | Stagg Memorial Stadium (en), Stockton, Californie Spectateurs : 3 470 |

### Finale
| 27 octobre 1997                                                   | DC United (MLS)   | 0 – 0 3 - 5 t. a. b.                                                                 | (MLS) Dallas Burn |                                                                                           |
|                                                                   |                   |                                                                                      |                   | Carroll Stadium à IUPUI, Indianapolis, Indiana Spectateurs : 9 766 Arbitrage : Rich Grady |
|                                                                   | Rapport           |                                                                                      |                   |                                                                                           |
| Marco Etcheverry · Raúl Díaz Arce · Jaime Moreno · Benedict Iroha | Tirs au but 3 - 5 | Damian · Jason Kreis · Alain Sutter · Daniel Peinado (en) · Jorge Humberto Rodríguez |                   |                                                                                           |

| Vainqueur de l'US Open Cup 1997 Dallas Burn 1er titre |

Le Dallas Burn remporte la compétition et se qualifie donc pour la Coupe des champions de la CONCACAF 1998.

## Tableau final
|  | Quarts de finale         | Quarts de finale                                        |                         |       | Demi-finales                            | Demi-finales                            |  |  | Finale                                                 | Finale                                                 |
|  | Quarts de finale         | Quarts de finale                                        |                         |       | Demi-finales                            | Demi-finales                            |  |  | Finale                                                 | Finale                                                 |
|  |                          |                                                         |                         |       |                                         |                                         |  |  |                                                        |                                                        |
|  | 26 août 1997             | 26 août 1997                                            |                         |       | 2 septembre 1997, Baker Field, New York | 2 septembre 1997, Baker Field, New York |  |  | 29 octobre 1997, Carroll Stadium à IUPUI, Indianapolis | 29 octobre 1997, Carroll Stadium à IUPUI, Indianapolis |
|  | 26 août 1997             | 26 août 1997                                            |                         |       | 2 septembre 1997, Baker Field, New York | 2 septembre 1997, Baker Field, New York |  |  | 29 octobre 1997, Carroll Stadium à IUPUI, Indianapolis | 29 octobre 1997, Carroll Stadium à IUPUI, Indianapolis |
|  | Long Island Rough Riders | 0                                                       |                         |       | 2 septembre 1997, Baker Field, New York | 2 septembre 1997, Baker Field, New York |  |  | 29 octobre 1997, Carroll Stadium à IUPUI, Indianapolis | 29 octobre 1997, Carroll Stadium à IUPUI, Indianapolis |
|  | Long Island Rough Riders | 0                                                       |                         |       | 2 septembre 1997, Baker Field, New York | 2 septembre 1997, Baker Field, New York |  |  | 29 octobre 1997, Carroll Stadium à IUPUI, Indianapolis | 29 octobre 1997, Carroll Stadium à IUPUI, Indianapolis |
|  | New York MetroStars      | 1 a. p.                                                 |                         |       | 2 septembre 1997, Baker Field, New York | 2 septembre 1997, Baker Field, New York |  |  | 29 octobre 1997, Carroll Stadium à IUPUI, Indianapolis | 29 octobre 1997, Carroll Stadium à IUPUI, Indianapolis |
|  | New York MetroStars      | 1 a. p.                                                 | New York MetroStars     | 1     |                                         |                                         |  |  | 29 octobre 1997, Carroll Stadium à IUPUI, Indianapolis | 29 octobre 1997, Carroll Stadium à IUPUI, Indianapolis |
|  | 10 août 1997             |                                                         | New York MetroStars     | 1     |                                         |                                         |  |  | 29 octobre 1997, Carroll Stadium à IUPUI, Indianapolis | 29 octobre 1997, Carroll Stadium à IUPUI, Indianapolis |
|  |                          | Dallas Burn                                             | 2 a. p.                 |       |                                         |                                         |  |  | 29 octobre 1997, Carroll Stadium à IUPUI, Indianapolis | 29 octobre 1997, Carroll Stadium à IUPUI, Indianapolis |
|  | Chicago Stingers         | Dallas Burn                                             | 2 a. p.                 | 1     |                                         |                                         |  |  | 29 octobre 1997, Carroll Stadium à IUPUI, Indianapolis | 29 octobre 1997, Carroll Stadium à IUPUI, Indianapolis |
|  | Chicago Stingers         |                                                         |                         | 1     |                                         |                                         |  |  | 29 octobre 1997, Carroll Stadium à IUPUI, Indianapolis | 29 octobre 1997, Carroll Stadium à IUPUI, Indianapolis |
|  | Dallas Burn              | 4                                                       |                         |       |                                         |                                         |  |  | 29 octobre 1997, Carroll Stadium à IUPUI, Indianapolis | 29 octobre 1997, Carroll Stadium à IUPUI, Indianapolis |
|  | Dallas Burn              | 4                                                       | DC United               | 0 (3) |                                         |                                         |  |  |                                                        |                                                        |
|  | 20 août 1997             |                                                         | DC United               | 0 (3) |                                         |                                         |  |  |                                                        |                                                        |
|  |                          | Dallas Burn t. a. b.                                    | 0 (5)                   |       |                                         |                                         |  |  |                                                        |                                                        |
|  | San Jose Clash           | Dallas Burn t. a. b.                                    | 0 (5)                   | 1     |                                         |                                         |  |  |                                                        |                                                        |
|  | San Jose Clash           | 3 septembre 1997, JonesStagg Memorial Stadium, Stockton |                         | 1     |                                         |                                         |  |  |                                                        |                                                        |
|  | San Francisco Bay Seals  | 2                                                       |                         |       |                                         |                                         |  |  |                                                        |                                                        |
|  | San Francisco Bay Seals  | 2                                                       | San Francisco Bay Seals | 1     |                                         |                                         |  |  |                                                        |                                                        |
|  | 19 août 1997             |                                                         | San Francisco Bay Seals | 1     |                                         |                                         |  |  |                                                        |                                                        |
|  |                          | DC United                                               | 2                       |       |                                         |                                         |  |  |                                                        |                                                        |
|  | DC United                | DC United                                               | 2                       | 2     |                                         |                                         |  |  |                                                        |                                                        |
|  | DC United                |                                                         |                         | 2     |                                         |                                         |  |  |                                                        |                                                        |
|  | Tampa Bay Mutiny         | 0                                                       |                         |       |                                         |                                         |  |  |                                                        |                                                        |
|  | Tampa Bay Mutiny         | 0                                                       |                         |       |                                         |                                         |  |  |                                                        |                                                        |

### Nombre d'équipes par division et par tour
| Divisions / Manches                 | Premier tour  | Deuxième tour | Troisième tour | Quarts de finale | Demi- finales | Finale |
| ----------------------------------- | ------------- | ------------- | -------------- | ---------------- | ------------- | ------ |
| MLS (D1) 8 équipes                  | non présentes | non présentes | 8              | 5                | 3             | 2      |
| A-League (D2) 8 équipes             | non présentes | 8             | 5              | 1                | Aucune        | Aucune |
| USISL D-3 Pro League (D3) 8 équipes | 8             | 5             | 2              | 2                | 1             | Aucune |
| PDSL (D4) 4 équipes                 | 4             | 2             | 1              | Aucune           | Aucune        | Aucune |
| USASA (D5 à D9) 4 équipes           | 4             | 1             | Aucune         | Aucune           | Aucune        | Aucune |
| Total                               | 16            | 16            | 16             | 8                | 4             | 2      |